# Peter Wittgenstein
El comte (des de 1834 príncep) Ludwig Adolph Peter (Piotr Khristiànovitx Wittgenstein) zu Sayn-Wittgenstein-Berleburg, nascut el 6 de gener (17 de gener segons el calendari gregorià) a Nijin o Pereiàslav i mort l'11 de juny de 1843 a Lviv, llavors Imperi Austrohongarès) fou un mariscal de camp de l'exèrcit rus distingit pels seus serveis a les guerres napoleòniques.

## Orígens
Nascut Comte Ludwig Adolf Peter de Sayn-Wittgenstein-Ludwigsburg, era descendent d'una família de comptes independents, la seu dels quals estava a Berleburg (actual Rin del Nord-Westfàlia, Alemanya).

## Carrera militar
El 1793 fou ascendit a major del regiment ucraïnès de cavalleria lleugera. Va lluitar amb la unitat en la Insurrecció de Kościuszko. Ascendit a coronel en 1798, i promogut a major general 1799, el 1800 va prendre el comandament del Regiment d'Hússars Mariupolski.
El 1805, va lluitar a Austerlitz, el 1806 contra els turcs, i en 1807 contra Napoleó Bonaparte a Friedland i contra els suecs a Finlàndia.
A la guerra de 1812 va estar al comandament de l'ala dreta de l'exèrcit rus, que va dirigir a la Primera i Segona Batalla de Polotsk. Va ser la batalla que va decidir el destí de Sant Petersburg, i li va valer el títol de "Salvador de Sant Petersburg". El tsar Alexandre el va condecorar amb l'Orde de Sant Jordi. Va tractar de combinar amb Pàvel Txitxàgov, a la batalla del Berézina, i més tard va combinar amb el cos de l'exèrcit prussià a les ordres de Ludwig Yorck von Wartenburg.
En la campanya de 1813, al gener, es va fer càrrec del comandament de l'exèrcit rus després de la mort de Mikhaïl Kutúzov, i va dirigir l'exèrcit rus a Lützen i Bautzen. Però després de les derrotes de la campanya de primavera, va lliurar aquest mandat i va dirigir un cos d'exèrcit durant la batalla de Dresden i la batalla de Leipzig.
En la campanya de 1814, va dirigir el Cos sisè sota les ordres de Schwarzenberg, i va ser greument ferit en Bar-sur-Aube.
En 1823 va ser ascendit a mariscal de camp, i en 1828 va ser designat per comandar l'exèrcit rus en la guerra contra Turquia. Però la mala salut aviat el va obligar a retirar-se. En 1834 el rei de Prússia li va donar el títol de Fürst (Príncep) zu Sayn-Wittgenstein.

## Família

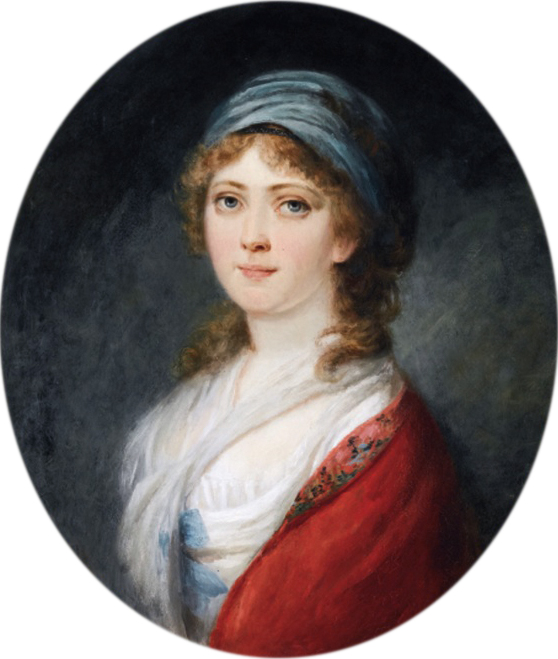
Comtessa Antonia Cäcilie Snarska

Els seus pares van ser el comte Cristià Lluís Casimir de Sayn-Wittgenstein-Ludwigsburg i la seva primera esposa la Comtessa Amalie Ludowika Finck von Finckenstein.
El 27 de juny 1798 es va casar amb la Comtessa Antonia Cäcilie Snarska i d'aquest matrimoni en naixeren 11 infants. Va morir l'11 de juny 1843 a Lemberg (actual Lviv), on va cuidar finques del seu fill Lev Petróvitx.

## Condecoracions
- Orde de Sant Andreu
- Orde de Sant Jordi (grau II, III i IV)
- Orde de Sant Vladimir
- Orde d'Alexandre Nevski
- Orde de Santa Anna
- Creu per la captura de Praga
- Espasa d'Or "per la seva valentia"(dos cops)
- Orde de l'Àguila Negra
- Orde de l'Àguila Roja
- Orde Militar de Maria Teresa
- Orde de la Fidelitat (Baden)